# ラフシャン・バザーロフ
ラフシャン・バザーロフ (英語: Ravshan Bazarov、ウズベク語: Ravshan Bozorov、ロシア語: Равшан Базаров、1968年5月10日 - ) は、ウズベキスタン出身の元プロサッカー選手である。ポジションはFW。バザーロフは国内リーグ、カップ戦あわせて歴代1位の316ゴールを挙げている。

## 経歴
サッカー選手のキャリアの中で、バザーロフは様々なディヴィジョンでプレーした。国内最上位リーグのウズベク・リーグでは300試合以上に出場、170ゴールを挙げた。2001年、ウズベキスタンサッカー連盟により国内リーグで200ゴール以上を挙げた者のみが入会資格を得るクラブ200・ベラドル・アブドゥライモフが創設され、バザーロフは会員となった。ラフシャン・バザーロフは20シーズンに渡ってプレーし、316ゴールを挙げた。

## ウズベキスタン代表
サッカーウズベキスタン代表には1992年から1997年まで招集され、AFCアジアカップ1996にも出場した。また、1998 FIFAワールドカップ・アジア予選最終予選にも出場している。

## 獲得タイトル

### クラブ
- ネフチ・フェルガナ
  - ウズベク・リーグ: 1992, 1993, 1994
  - ウズベキスタン・カップ: 1994

### 個人タイトル
- ウズベク・リーグ得点王: 1994, 26ゴール